# Студименское
Студименское — деревня в Приморском районе Архангельской области России. Входит в состав Островного сельского поселения.

## География
Деревня находится в северо-западной части Архангельской области, в подзоне северной тайги, на острове Андрианов, расположенном в дельте Северной Двины, на расстоянии примерно 10 километров (по прямой) к северо-западу от города Архангельска, административного центра области и района.

### Климат
Климат характеризуется как умеренно континентальный, влажный, с продолжительной снежной зимой и прохладным летом. Средняя температура воздуха самого холодного месяца — −12,8 °C (абсолютный минимум — −49 °C), средняя температура самого тёплого — 15,2 °С (абсолютный максимум — 31,2 °C). Годовое количество атмосферных осадков — 675 мм, из которых 365 мм выпадает в период с апреля по октябрь. Снежный покров держится в течение 172 дней. Средняя годовая скорость ветра — 4,9 м/с.

### Часовой пояс
Деревня Студименское, как и вся Архангельская область, находится в часовой зоне МСК (московское время). Смещение применяемого времени относительно UTC составляет +3:00.

## Население
| 2002 | 2010 | 2012 |
| ---- | ---- | ---- |
| 7    | ↗11  | ↘6   |

### Национальный состав
Согласно результатам переписи 2002 года, русские составляли 87 % населения ..

## Инфраструктура
Пристань..